# Heribert Reitböck
Heribert J. P. Reitböck (* 22. Juni 1933 in Ried im Innkreis; † 3. April 2014 in Lohra Willershausen bei Marburg) war ein österreichischer Neurowissenschaftler.
Er wurde 1978 als Universitätsprofessor und Nachfolger von Hans Wolter an die Philipps-Universität Marburg berufen und baute dort die Arbeitsgruppe Angewandte Physik – Neurophysik auf, wo er die Multielektrodentechnik weiter perfektionierte, sodass 1989 tatsächlich objektbezogene Synchronisationen im Sehsystem nachgewiesen werden konnten. Nach diesem Prinzip entwickelte er Modelle leistungsfähiger technischer Sehsysteme. Flexible Kopplung durch Synchronisation ist zwischenzeitlich weltweit ein wichtiger Zweig der Hirnforschung, um neuronale Mechanismen assoziativer Prozesse besser zu verstehen. Reitböck galt dabei als ein Pionier.

## Werdegang
Reitböck studierte Nachrichtentechnik an der Technischen Hochschule in Wien und graduierte 1958 zum Diplomingenieur. Sein Studium der Physik und Biophysik absolvierte er an der Johann Wolfgang Goethe-Universität Frankfurt am Main, wo er bei seiner Doktorarbeit von Boris Rajewsky am Max-Planck-Institut für Biophysik betreut wurde und 1963 als Dr. phil. nat. promovierte. In Wien promovierte er 1964 als Dr. techn. an der Technischen Universität Wien. Er entwickelte einen Hochtemperatur-Rubin-Molekularverstärker und ein empfindliches Elektronenspinresonanz-Spektrometer und untersuchte die Rolle freier (auch strahleninduzierter) Radikale in biologischen Substanzen.
Mit dieser Kompetenz war er von 1965 bis 1969 Berater der Internationalen Atomenergie-Organisation. 1966 holte ihn die Firma Westinghouse Electric nach Pittsburgh, wo er an die Medizinische Fakultät kooptiert wurde und die Lösung technischer Mustererkennungsprobleme am Gehirn von Primaten erlernte. Dazu entwickelte er die inzwischen weltweit verbreitete Registrier-Technik, mit der man gleichzeitig viele Neuronen beobachten kann. 1978 folgte die Berufung nach Marburg. Reitböck war Autor von rund einhundert wissenschaftliche Publikationen, Buch- und Konferenzbeiträgen und war Inhaber von sechs US-Patenten.
Der Fachbereich Physik der Philipps-Universität Marburg ehrte Reitböck mit einem Nachruf.Gregor Witte Er wurde in seinem Geburtsort Ried im Innkreis in Österreich beerdigt.